# 獅子座90
獅子座90，又名BD+17 2374，HD 100600、SAO 99673、HR 4456，是獅子座的一颗恒星，视星等为5.95，位于銀經239.18，銀緯69.47，其B1900.0坐标为赤經11h 29m 30.2s，赤緯+17° 69.47′ 59″。